# Alice Lesur
Alice Lesur (geb. Thiboust; Alice Thiboust-Lesur; * 13. Mai 1881 in Paris; † 14. August 1980 ebenda) war eine französische Komponistin.
Lesur studierte bei Charles Tournemire, der äußerte, sie sei eine brillante Musikerin und seine beste Schülerin. Sie war als Komponistin
anerkannt, und ihre Werke erschienen im Druck. Ein Offertoire en la mineur für Orgel, das sie 1915 als Krankenschwester im Ersten Weltkrieg in Beauvais komponiert hatte, wurde 2018 von Carolyn Shuster Fournier, Organistin an der Kathedrale von Soissons, uraufgeführt. Alice Lesur ist die Mutter des Organisten und Komponisten Jean-Yves Daniel-Lesur.